# Communauté de communes de Verdun
La communauté de communes de Verdun est une ancienne communauté de communes française, qui était située dans le département de la Meuse et la région Lorraine.

## Histoire
En 1994, 38 communes du Nord Meusien se regroupent pour former la Communauté de communes de Verdun. Faute de volonté politique locale de développer l'intercommunalité, une procédure de dissolution-recomposition est mise en marche, aboutissant en 2002 à une nouvelle communauté de communes éponyme se recentrant sur seulement 5 communes.
La commune de Belleray a émis le souhait de quitter la communauté de communes du Val de Meuse et de la Vallée de la Dieue pour rejoindre celle de Verdun. La demande a été approuvée par le conseil communautaire de la Codecom du Val de Meuse le 10 avril 2014.
Le 1er janvier 2015, la communauté de communes fusionne avec la communauté de communes de Charny-sur-Meuse et la commune de Belleray pour former la Communauté d'agglomération du Grand Verdun,.

## Composition
La communauté de communes regroupait 5 communes, représentant 22 734 habitants en 2011.
| Nom                  | Code Insee | Gentilé          | Superficie (km2) | Population (dernière pop. légale) | Densité (hab./km2) |
| -------------------- | ---------- | ---------------- | ---------------- | --------------------------------- | ------------------ |
| Verdun (siège)       | 55545      | Verdunois        | 31,03            | 18 393 (2014)                     | 593                |
| Béthelainville       | 55047      | Béthelainvillois | 11,94            | 180 (2014)                        | 15                 |
| Haudainville         | 55236      | Haudainvillois   | 11,10            | 955 (2014)                        | 86                 |
| Sivry-la-Perche      | 55489      |                  | 12,17            | 267 (2014)                        | 22                 |
| Thierville-sur-Meuse | 55505      | Thiervillois     | 12,09            | 3 023 (2014)                      | 250                |

## Compétences
Les compétences de la communauté de communes recouvrent les domaines suivants :
- l'aménagement de l’espace (notamment le plan local d’urbanisme intercommunal);
- le développement économique;
- la protection et la mise en valeur de l’environnement;
- la gestion des équipements culturels;
- le fonctionnement et l'entretien des équipements sportifs;
- la politique du logement et du cadre de vie;
- la création, l'aménagement et l'entretien de la voirie;
- la fourrière animale.

## Administration

### Présidents
| Période       | Période          | Identité      | Étiquette | Qualité                                                                      |
| ------------- | ---------------- | ------------- | --------- | ---------------------------------------------------------------------------- |
| janvier 2002  | 11 avril 2014    | Arsène Lux    | DVD       | Maire de Verdun (1995-2014) Conseiller général de Verdun-Ouest (2004-2011)   |
| 11 avril 2014 | 1er janvier 2015 | Samuel Hazard | DVG       | Conseiller général de Verdun-Ouest (2011-2015) Maire de Verdun (depuis 2014) |